# 章昭達
章 昭達（しょう しょうたつ、天監17年（518年）- 太建3年12月19日（572年1月19日））は、南朝梁から陳にかけての軍人。字は伯通。本貫は呉興郡武康県。

## 経歴
梁の揚州議曹従事の章法尚の子として生まれた。大同年間、東宮直後となった。侯景の乱が起こると、昭達は郷里の人を率いて建康の援軍をつとめ、流れ矢に当たって片眼を失った。建康が陥落すると、昭達は郷里に帰って陳蒨と交遊し、君臣の契りを結んだ。侯景の乱が平定され、陳蒨が呉興郡太守となると、昭達は陳蒨の下について軍事を委ねられた。
陳霸先が王僧弁を討つ計画を立てると、陳蒨は郷里の長城県に帰って兵を集め、杜龕の乱に備えた。昭達はたびたび陳蒨の命を受けて使者として京口の陳霸先のもとを訪れ、計画の進捗を報告していた。陳霸先が王僧弁を殺害すると、杜龕の部将の杜泰が長城県に侵攻してきたため、陳蒨はこれに抗戦し、昭達は県城内の軍事を任された。杜泰が敗走すると、昭達は陳蒨に従って東進し、杜龕を討った。杜龕の乱が平定されると、昭達はまた陳蒨に従って会稽郡の張彪を撃破した。功績により明威将軍・南定州刺史に任じられた。
このころ留異が東陽郡に拠って半自立の形勢にあったため、昭達は陳霸先の命により長山県令に任じられ、留異の腹心に置かれた。永定2年（558年）、武康県令に任じられた。
永定3年（559年）、陳蒨が文帝として即位すると、員外散騎常侍の位を受けた。天嘉元年（560年）、かつての長城県での戦功を論じられて、欣楽県侯に封じられた。まもなく侯安都らの下で王琳を柵口ではばみ、蕪湖で戦った。王琳の乱が平定されると、昭達は勲功第一に挙げられた。天嘉2年（561年）、使持節・散騎常侍・都督郢巴武沅四州諸軍事・智武将軍・郢州刺史に任じられた。まもなく平西将軍に進んだ。
周迪が臨川郡に拠ってそむくと、昭達は文帝の命を受けて周迪を討った。天嘉4年（563年）、周迪が敗走すると、昭達は召還されて護軍将軍となり、邵武県侯に改封された。陳宝応が周迪を受け入れて、共同で再び臨川郡に進出してくると、昭達は都督として周迪を討った。東興嶺で戦い、周迪はまたも敗走した。昭達は建安郡の陳宝応を討った。陳宝応は建安郡と晋安郡の境に柵を築いて、陳の官軍の侵入をはばんだ。天嘉5年（564年）、昭達は陳宝応の水柵に苦しみ、戦況が悪化したため、閩江の上流に回って、軍士に材木を切り出させ、枝葉のついたまま筏を作った。増水を見計らって筏を放流して、水柵を破った。昭達は出兵して陳宝応の歩兵を攻撃した。文帝が余孝頃を海道から派遣して昭達と合流させると、昭達は陳宝応を撃破して閩中を平定し、留異や陳宝応らを捕らえた。昭達は功績により鎮前将軍・開府儀同三司の位を受けた。天嘉6年（565年）、使持節・都督江郢呉三州諸軍事・鎮南将軍・江州刺史として出向した。
天康元年（566年）、廃帝が即位すると、昭達は侍中・征南将軍の位を受け、邵陵郡公に改封された。華皎が反乱を起こすと、たびたび昭達のもとに使者を送って誘ったが、昭達はその使者をすべて捕らえて建康に送った。光大2年（568年）、征南大将軍に進んだ。江州刺史の任期を満了すると、召還の命を受けて中撫大将軍となった。
太建元年（569年）、宣帝が即位すると、昭達は車騎大将軍に進んだが、江州からの帰還が遅かったことを咎められて、車騎将軍に降格された。欧陽紇が広州で反乱を起こすと、都督として軍を率いて欧陽紇を討った。昭達は行軍を急がせ、始興郡に到達すると、欧陽紇の水柵を破り、その軍を撃破した。太建2年（570年）、欧陽紇を捕らえて建康に送り、広州を平定した。功績により車騎大将軍に進み、司空に転じた。
昭達は軍を率いて後梁の蕭巋を討った。後梁と北周の水軍が青泥中に戦艦を集結させていたため、昭達は銭道戢・程文季らを派遣して小舟で襲撃させ、その艦隊を焼き討ちにした。周軍が三峡の南岸に安蜀城を築き、長江に橋を架けて軍糧を渡させると、昭達は楼船の上から自兵に長戟でその橋を叩き割らせ、周軍の糧道を絶って、安蜀城を攻め落とした。
太建3年12月壬辰（572年1月19日）、病没した。享年は54。大将軍の位を追贈された。
子の章大宝が邵陵郡公の封を嗣ぎ、豊州刺史となったが、暴政がひどく、太僕卿の李暈が代任として派遣された。至徳3年（585年）4月、章大宝は李暈を殺害して豊州で挙兵したが、陳景詳に敗れて山中に逃れ、生け捕られて建康に送られる途中に死去した。その首級が伝えられ、かれの三族はみな処刑された。

## 伝記資料
- 『陳書』巻11 列伝第5
- 『南史』巻66 列伝第56